# Catharsius scopas
Catharsius scopas là một loài bọ cánh cứng trong họ Bọ hung (Scarabaeidae).